# HD 188753 Ab

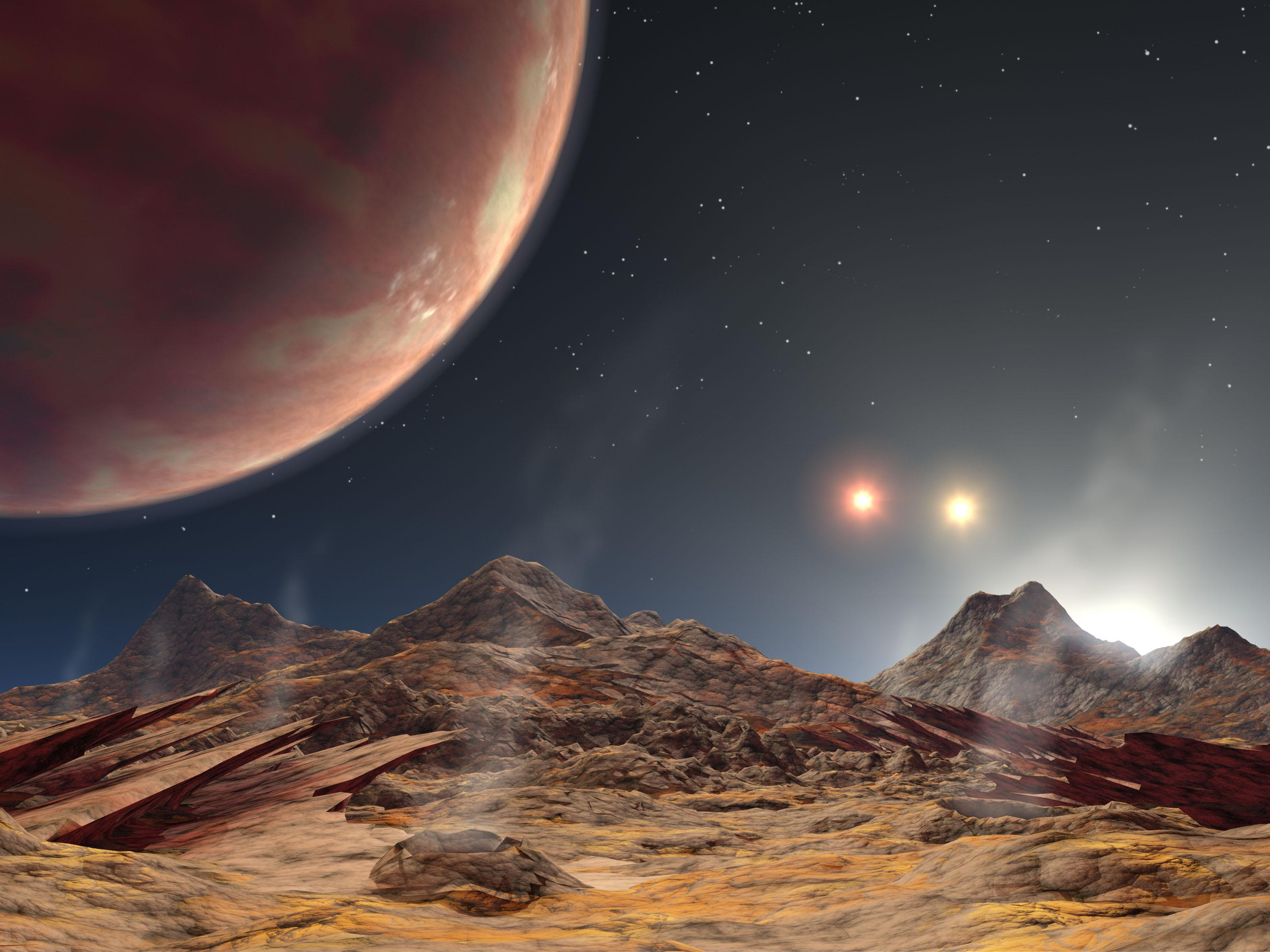
HD 188753 Ab(왼쪽 위)를 도는 가상의 위성에서 바라본 항성계의 상상도. 주성 A는 지평선에 걸쳐 있다.

HD 188753 Ab는 HD 188753 A 주위를 도는 외계 행성이다. 이 행성의 존재 여부는 논란 중이다.

## 발견
2005년 폴란드 태생 천문학자 매치 코나츠키가 HD 188753의 주성 A 주위를 도는 행성을 발견하였다고 발표했다. 그러나 이 행성의 존재를 검증하는 작업은 실패로 돌아갔다. 2007년 제네바 천문대의 한 연구팀이 이 행성은 실제로 존재하지 않는다고 결론내렸다. 코나츠키는 이들이 사용한 관측 방법이 정교하지 못했을 뿐이라고 반박했다.

## 물리적 특징
이 행성은 목성보다 14퍼센트 더 무겁고 주성 HD 188753 A를 돌고 있는 것으로 추측하고 있다. 공전주기는 3일(80시간)이며 태양과 지구 사이 거리의 20분의 1에 불과한 가까운 거리를 돌고 있다. 거리로 미루어 볼 때 '뜨거운 목성'으로 보이며, 이는 다른 외계 행성인 HD 209458b와 흡사하다.

## 같이 보기
- HD 188753
- 페가수스자리 51b